# Asia Euro United Football Club
Asia Euro United Football Club, ou simplesmente Asia Euro United (quemer: អាស៊ី អឺរ៉ុប យូណាយធីត), é um clube de futebol cambojano fundado em 2013 com sede na província de Kandal. Disputa atualmente a primeira divisão nacional.